# Cochenilleschildlaus

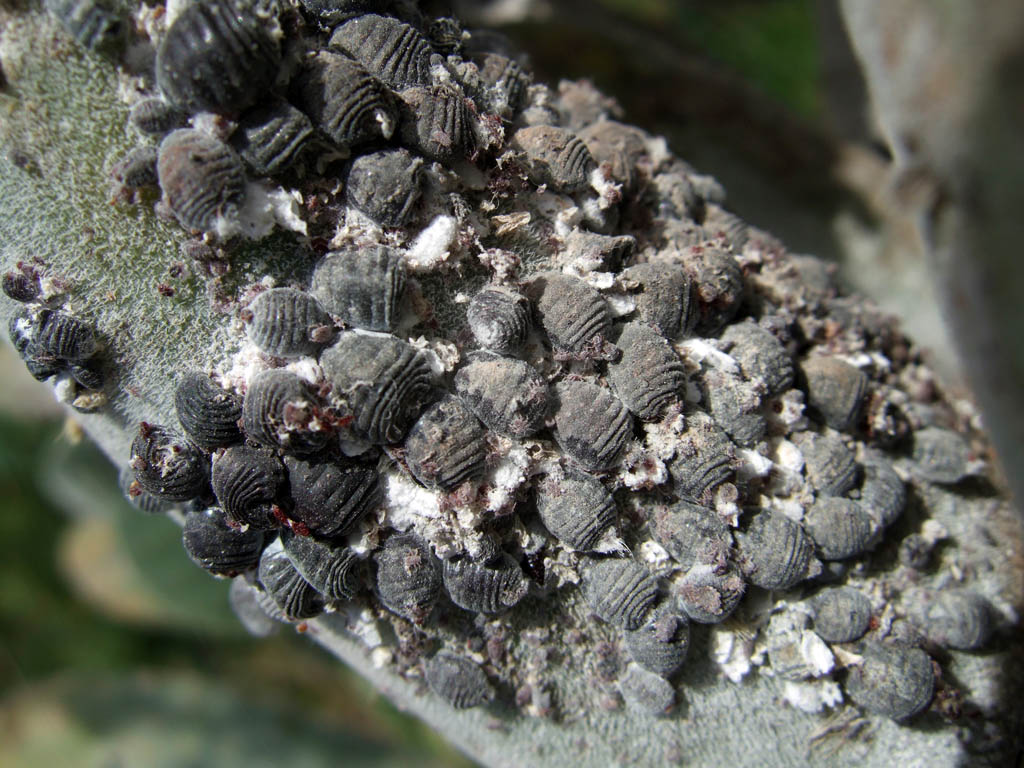
Cochenilleschildläuse auf einer Opuntie

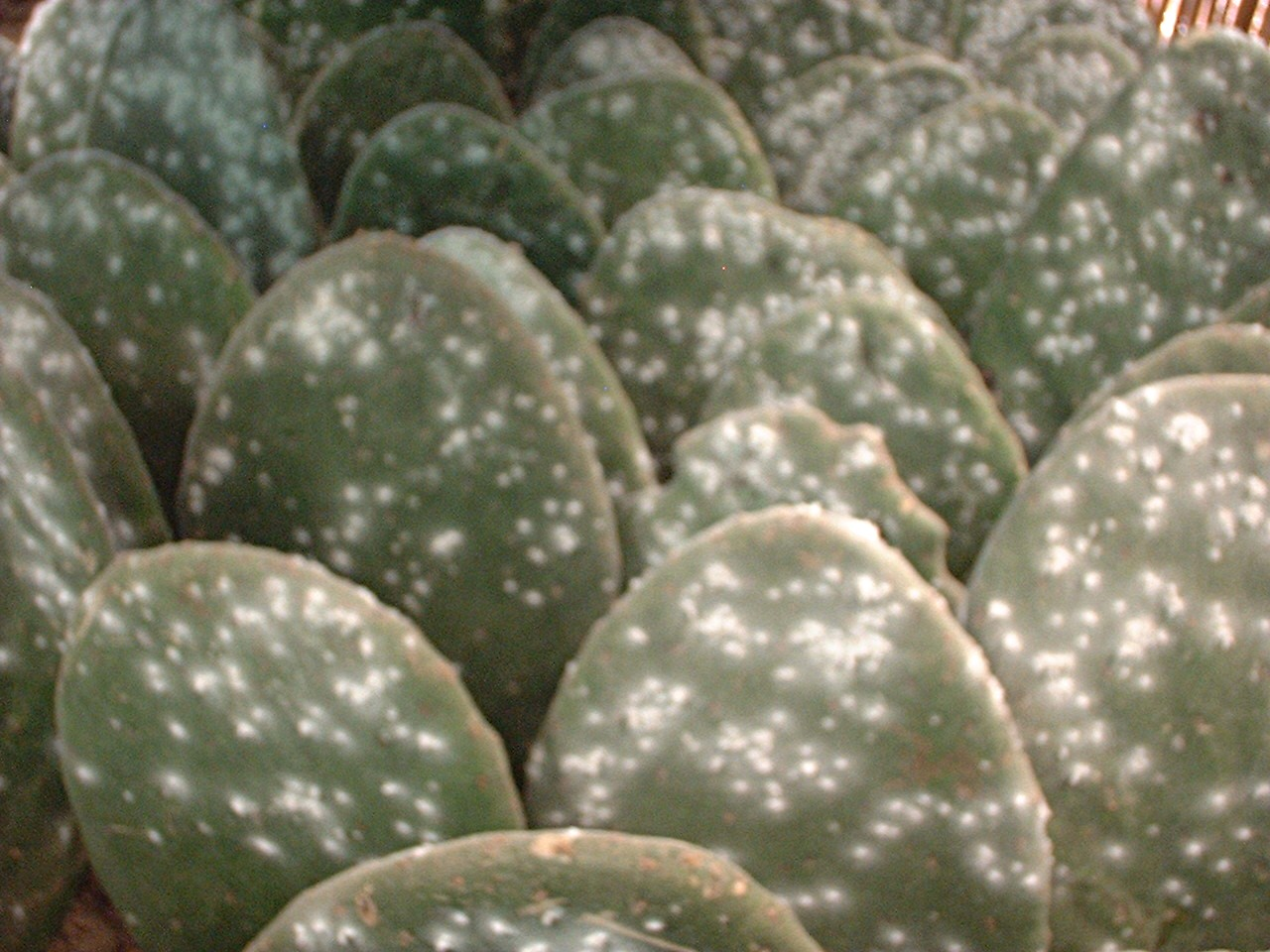
Wachsausscheidungen der Cochenilleschildlaus

Die Cochenilleschildlaus, Cochenillelaus oder Cochenille (Dactylopius coccus) ist eine Insektenart, die ursprünglich in Zentral- und Südamerika als Pathogen an Opuntien vorkommt. Aus den weiblichen Tieren wird der Farbstoff Karmin gewonnen, dessen Hauptbestandteil die Karminsäure ist.

## Merkmale
Die Weibchen der Cochenilleschildlaus sind flügellos, breit-eiförmig bis rund und etwa 6 bis 7 mm lang. Aufgrund der hohen Konzentration an Karminsäure, die im Fettkörper gespeichert wird und die wahrscheinlich der Abwehr von Fressfeinden und Parasiten dient, erscheinen sie dunkelpurpurn. Zerquetscht sind sie leuchtend rot. Der Körper ist von weißem, mehligen Wachs bedeckt, allerdings ist der Körper unter den Absonderungen teilweise sichtbar. Die Männchen sind in den frühen Nymphenstadien von den Weibchen kaum unterscheidbar. Im vorletzten Stadium bilden sie Scheinpuppen, in denen sie sich zu zweiflügeligen Imagines entwickeln. Die Eier sind blass rot.
Von anderen Arten der Gattung unterscheidet sich die Cochenilleschildlaus durch die Kombination folgender Merkmale: Die dorsalen Setae sind dünn und alle ungefähr gleich groß. Die fünf Porengruppen um den Analring weisen nur wenige Tracheengänge auf, welche am Körper ganz fehlen. Dünnrandige Poren auf der Bauchseite sind nicht vorhanden. Der Analring selbst ist im vorderen Bereich nur in einem dünnen Bereich verhärtet und weist keine Setae auf. Die hinteren Femuren weisen große, durchscheinende Poren auf und die Antennen haben sieben Glieder.

## Lebensweise
Weibliche Cochenilleschildläuse sind nur im ersten Nymphenstadium mobil. Ein zweites Nymphenstadium verbringen sie ebenso wie die adulte Phase sessil an Opuntienpflanzen, wobei mehrere Generationen gemeinsame Kolonien bilden. Das Wirtsspektrum umfasst dabei die Arten Opuntia atropes, Opuntia cochenillifera, Opuntia ficus-indica, Opuntia hyptiacantha, Opuntia jaliscana, Opuntia megacantha, Opuntia pilifera und Opuntia tomentosa. Die Männchen haben ein puppenähnliches Nymphenstadium. Nach dem Schlupf breiten sich die flugfähigen Männchen aus und finden die Weibchen über von diesen abgegebene Pheromone. Im Gegensatz zu den meisten anderen Schildläusen pflanzen sich Cochenilleschildläuse ausschließlich sexuell fort. Die Männchen sterben kurz nach der Paarung. Pro Jahr werden nach Schätzungen bis zu fünf Generationen hervorgebracht.
Wichtige natürliche Feinde der Art sind eine Reihe von Marienkäferarten, der Glanzkäfer Cybocephalus nigritulus, die Blattlausfliege Leucopis bellula, die Zünsler Laetilia coccidivora und Salambona intrusus und der Taghaft Sympherobius amiculus.

## Verbreitung
In Amerika weist die Cochenilleschildlaus ein disjunktes Verbreitungsgebiet mit einem südlichen Vorkommen in Argentinien und Peru sowie einem nördlichen Vorkommen in Mexiko auf. Phylogenetische Untersuchungen weisen darauf hin, dass die Tiere ausgehend vom ursprünglichen Vorkommen in Südamerika in präkolumbischer Zeit per Seehandel nach Mittelamerika gelangten. Durch den Menschen wurde die Art auch auf den Kanaren sowie auf Madagaskar und in Südafrika etabliert.

## Systematik
Die Cochenilleschildlaus wurde 1791 von Lancry als Coccus sativus, 1801 von Jean-Baptiste de Lamarck als Coccus maximus und 1835 von Oronzio Gabriele Costa als Dactylopius coccus beschrieben. In der Fachliteratur wurde die Art etwa 150 Jahre fälschlich mit der 1758 von Carl von Linné beschriebenen Art Coccus cacti gleichgesetzt, die heute als Protortonia cacti geführt wird. Der heute gültige lateinische Name der Cochenilleschildlaus nach den Internationalen Regeln für die Zoologische Nomenklatur ist Dactylopius coccus, dem aufgrund seiner Bekanntheit der Vorzug gegenüber den älteren Synonymen von Lancry und Lamarck gegeben wurde. Phylogenetische Analysen weisen darauf hin, dass die nächsten verwandten Arten Dactylopius zimmermanni und Dactylopius confertus sind, die in Südamerika vorkommen, und auf Kakteen leben.

## Nutzung durch den Menschen

### Historische Nutzung

#### Präkolumbische Zeit

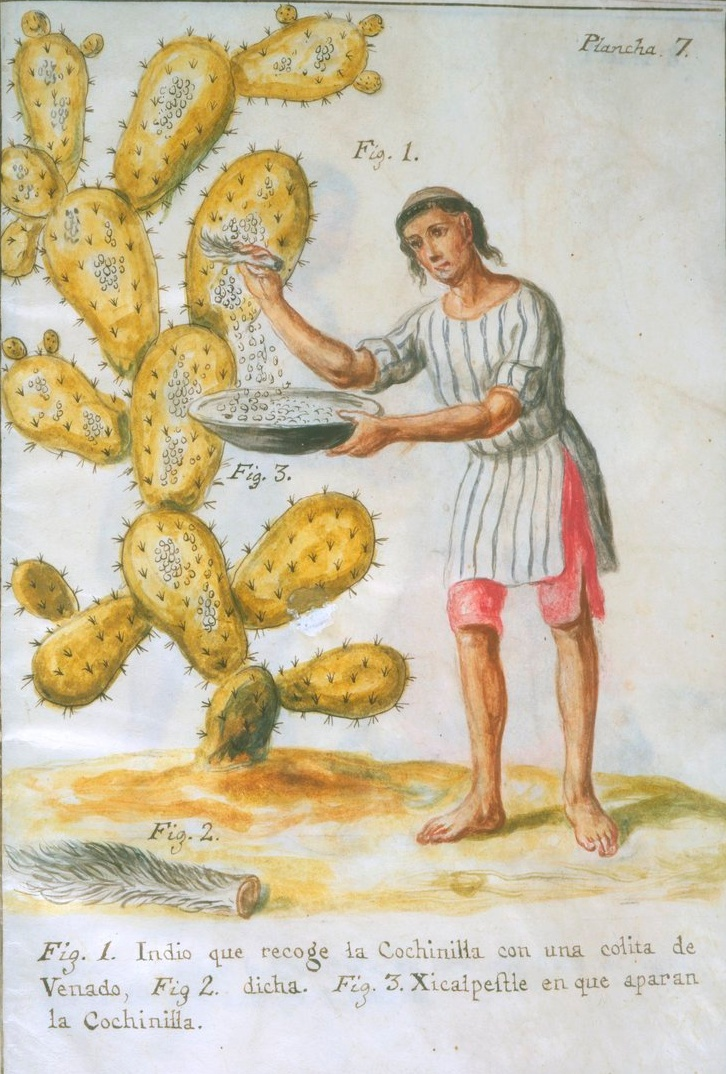
José Antonio de Alzate y Ramírez, 1777: Cochenilleschildläuse werden von einem südamerikanischen Ureinwohner mit einem Hirschwedel von der Opuntie abgebürstet

Es ist nicht bekannt, wann Menschen in Südamerika das erste Mal Cochenilleschildläuse zur Gewinnung von rotem Farbstoff nutzten. Die bislang ältesten gefundenen Textilreste, die mit Cochenilleschildläusen gefärbt wurden, wurden in einer Nekropole aus vorchristlicher Zeit in Peru gefunden. Das hat zu Spekulationen geführt, dass alte peruanische Kulturen zuerst die Nutzung dieser Schildlausart entdeckten und die Technik von dort aus in Zentralamerika bekannt wurde. Andere Wissenschaftler argumentieren, dass präkolumbische mittelamerikanische Kulturen die Entdecker dieses Farbstoffes waren oder diese unabhängig von den peruanischen Kulturen entdeckten. Für einen Ursprung in Mexiko spricht, dass Prädatoren dieser Schildlausart in Mexiko häufig sind, dagegen in Peru verhältnismäßig selten. Das spricht dafür, dass die Schildlaus in der Natur ursprünglich nur in Mexiko vorkam. Phylogenetische Untersuchungen weisen darauf hin, dass die Tiere ausgehend vom ursprünglichen Vorkommen in Südamerika in präkolumbischer Zeit per Seehandel nach Mittelamerika gelangten.

Chemische Struktur von Karminsäure

Traditionell wird den Kulturen im südlichen Hochland von Mexiko, im heutigen mexikanischen  Bundesstaat Oaxaca, eine sehr frühe Weiterentwicklung der Cochenille-Haltung zugesprochen. Es entwickelten sich domestizierte Linien der Cochenille-Schildlaus, die mehr als doppelt so groß waren wie ihre wilden Artgenossen und wesentlich mehr Karminsäure produzierten. Während wilde Cochenilleschildläuse auch noch in Lagen über 2.500 Höhenmetern gediehen, sind die domestizierten Linien deutlich empfindlicher. Sie gedeihen am besten im warmen, trockenen Klima des südmexikanischen Hochlands bei Temperaturen zwischen 10 und 30 Grad Celsius. Frost und vorzeitiger Sommerregen kann zum Absterben ganzer Populationen führen. Selbst bei idealen klimatischen Bedingungen mussten diese domestizierten Linien jedoch aufwändig versorgt werden. Während der Sommerregen bewahrten die Farmer befruchtete Schildläuse in einer Ecke ihrer Bewohnungen auf. Manche trugen sie auch in mit Blättern ausgelegten Körben in höhere Lagen, in denen die Sommermonate trockener waren.
Auch die Opuntien, auf denen die Schildläuse gezogen wurden, waren aufwändig in der Versorgung. Die präferierte Futterpflanze für Cochenilleschildläuse war Opuntia ficus-indica, allerdings wurden auch andere Opuntienarten genutzt. Jede der verwendeten Opuntien reagierte empfindlich auf Frost und war anfällig für eine Reihe von Pflanzenkrankheiten und -schädlingen. Da die Schildläuse am besten auf jungen Sprossen heranwuchsen, beschnitten die Farmer die Opuntien regelmäßig, um neues Wachstum anzuregen. Die Farmer legten auch regelrechte Opuntienplantagen aus Stecklingen an. Anderthalb bis drei Jahre nach dem Anpflanzen konnten die ersten Schildläuse auf den jungen Pflanzen ausgebracht werden. In einem arbeitsaufwändigen Prozess wurden die Schildläuse dann von den Opuntien abgeerntet. Es galt als unschicklich, die Schildläuse mit den Fingern zu berühren. Sie wurden mit Stöcken, Federn und kleinen Bürsten von den Opuntien in Holz- oder Lehmschalen gebürstet. Anschließend wurden die Läuse getrocknet. Dazu wurden sie entweder auf Matten ausgebreitet und vier oder fünf Tage in der Sonne liegen gelassen oder in Öfen getrocknet. Während des Trocknungsprozesses verloren die Schildläuse etwa ein Drittel ihres Gewichtes.
Zur Extraktion der Karminsäure werden die Tiere gekocht, der Farbstoff anschließend gefällt, filtriert und getrocknet. Zur Herstellung von einem Pfund Cochenille werden etwa 70.000 Tiere gebraucht. Für den Handel mit Cochenilleschildläusen existierte bereits in vorkolumbianischer Zeit ein weites Handelsnetzwerk. Kaufleute von Nochixtlán handelten mit Cochenilleschildläusen bis in das heutige Nicaragua.
Einige erhalten gebliebene Unterlagen aus der Zeit zu Beginn des 16. Jahrhunderts lassen darauf schließen, dass Dörfer der Region Oaxaca und Mixteca jährlich über hundert Säcke Cochenille als Tributzahlungen an die aztekischen Herrscher entrichteten. Nach modernen Schätzungen dürfte dies etwa neun Tonnen Cochenille entsprochen haben. Andere Dörfer zahlten ihren Tribut in mit Cochenille gefärbten Stoffen.
Ähnlich wie ihre europäischen Zeitgenossen maßen Azteken der Farbe Rot eine besondere Bedeutung bei. Die Azteken assoziierten Rot mit Sonne, Blut und Tod. Zur Erzeugung von roten Textilien standen ihnen mehrere Färberstoffe zur Verfügung, darunter Pflanzen, die dem europäischen Färberkrapp ähnlich sind. Das intensivste Rot konnte jedoch mit Cochenilleschildläusen erzeugt werden – ähnlich wie in Europa die Verwendung der Kermeslaus zu den intensivsten Rottönen führte. Die Verwendung der Cochenilleschildlaus war sehr vielfältig. Vermischt mit Essig wurden pulverisierte Cochenilleläuse zur Behandlung von Wunden verwendet. Sie wurden zur Färbung von Gerichten verwendet und Frauen nutzten es, um Wangen, Hals, Hände und Brüste rot zu färben. Karminsäure wurde auch verwendet, um Töpfe, Körbe, Statuen und sogar Hausteile rot zu färben und war einer der Farbstoffe, mit der aztekische Schreiber ihre Schriftstücke verzierten. Besondere Bedeutung hatte die aus den Cochenilleschildläusen gewonnene Karminsäure jedoch in der Färbung von Textilien und Federn, die für aztekische Kleidung verwendet wurden. Bei tierischen Fasern wirkte die aus Schildläusen gewonnene Karminsäure am stärksten. Federn und Kaninchenfell wurden intensiv rot, Baumwollfasern dagegen wurden etwas matter.

#### Neuzeit

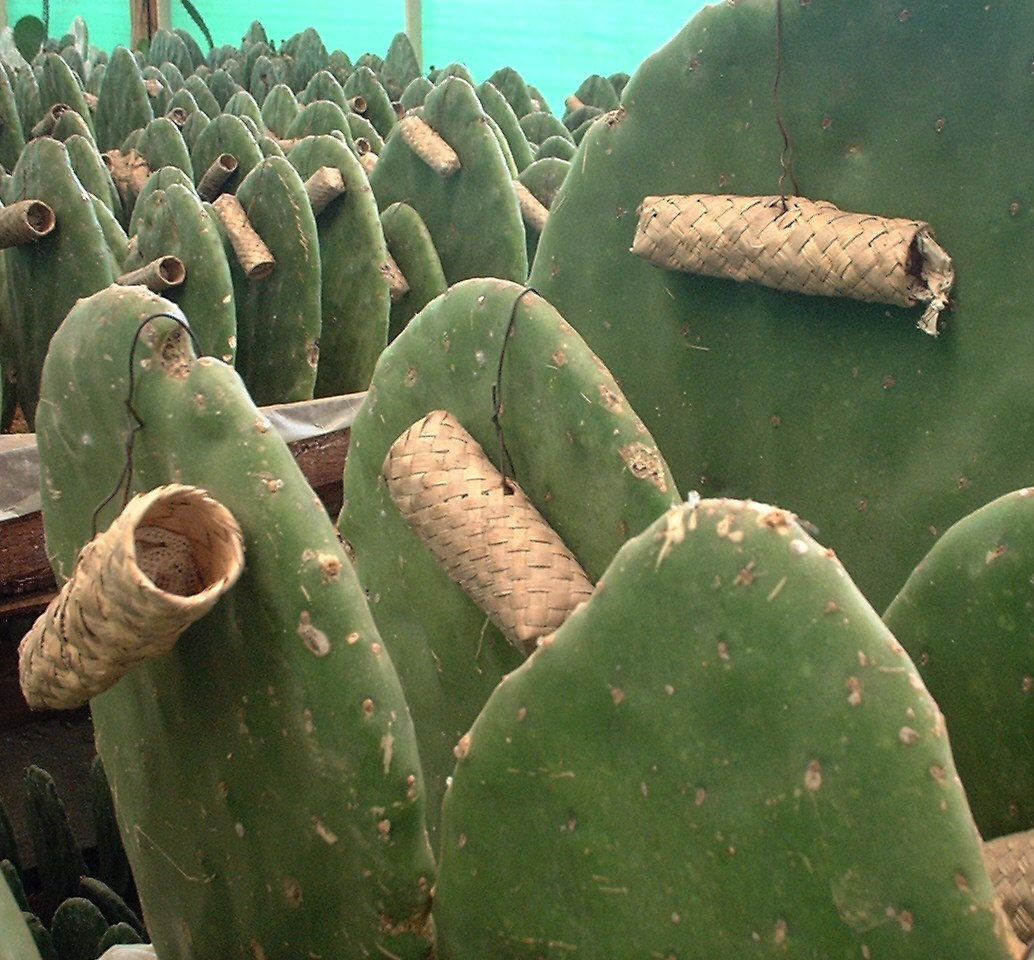
Cochenilleschildlauszucht in Oaxaca, Mexiko

Es ist nicht bekannt, wie der spanische König Karl V. davon erfuhr, dass die Spanier in Südamerika auf ein intensiv rotes Färbemittel gestoßen waren. Möglicherweise wurde er durch die Codices und Stoffe aufmerksam, die die spanischen Konquistadoren an den spanischen Königshof sendeten.
Rot zählte in Europa zu den besonders geschätzten Farben; der hohe Wert, der rot gefärbten Textilien beigemessen wurde, war auch darauf zurückzuführen, dass es noch im 16. Jahrhundert sehr schwierig war, Textilien dauerhaft intensiv rot zu färben. Dazu trug auch die Seltenheit geeigneter Färbemittel bei. Die vor allem in Mitteleuropa vorkommende Kermeslaus lieferte einen der Ausgangsstoffe, um Textilien rot zu färben. Der Färbeprozess war arbeits- und zeitintensiv und setzte spezifisches Fachwissen voraus, das Färber in einer mehrjährigen Ausbildung erlernten. Allerdings besaßen nicht alle Färbergilden dieses spezifische Wissen; unter den europäischen Färbergilden standen vor allem die von Lucca und Venedig in dem Ruf, Stoffe intensiv und dauerhaft rot zu färben.
Die spanischen Konquistadoren übersahen zunächst den kommerziellen Wert, der mit der Cochenilleschildlaus verbunden war. Sie unternahmen keinerlei Anstrengungen, getrocknete Cochenilleschildläuse nach Europa zu exportieren. Einige verzichteten sogar darauf, die Cochenillelieferungen entgegenzunehmen, die ihnen als Tributzahlungen angeboten wurden. In den 1520er und 1530er Jahren blieb Handel mit Cochenilleschildläusen fast ausschließlich auf die südamerikanischen Ethnien begrenzt. Der Handel mit Cochenille bedurfte Erfahrung und Marktkenntnisse, die den Konquistadoren fehlte. Spanier, die sich dauerhaft in den neuen Kolonien niederließen, bauten Pflanzen wie Weizen, Zuckerrohr, Wein, Flachs und ähnliches an oder züchteten Rinder und Schafe, wie es ihnen aus Europa bekannt war. Hernán Cortés, dessen Landgüter im traditionellen Cochenille-Gebiet von Oaxaca lagen, übersah den kommerziellen Wert der Cochenille-Schildlaus und ließ seine mexikanischen und afrikanischen Sklaven stattdessen nach Silber graben und Zuckerrohr anbauen. Ab Mitte der 1530er Jahre kamen jedoch zunehmend auch spanische Kaufleute nach Südamerika, die anders als die Konquistadoren die Geschäftschancen erkannten, die mit den Cochenilleschildläusen verbunden waren. Ab etwa Beginn der 1540er Jahre begannen sie, Cochenille in kleinen Mengen nach Europa zu exportieren.

#### Cochenille in Europa im 16. Jahrhundert

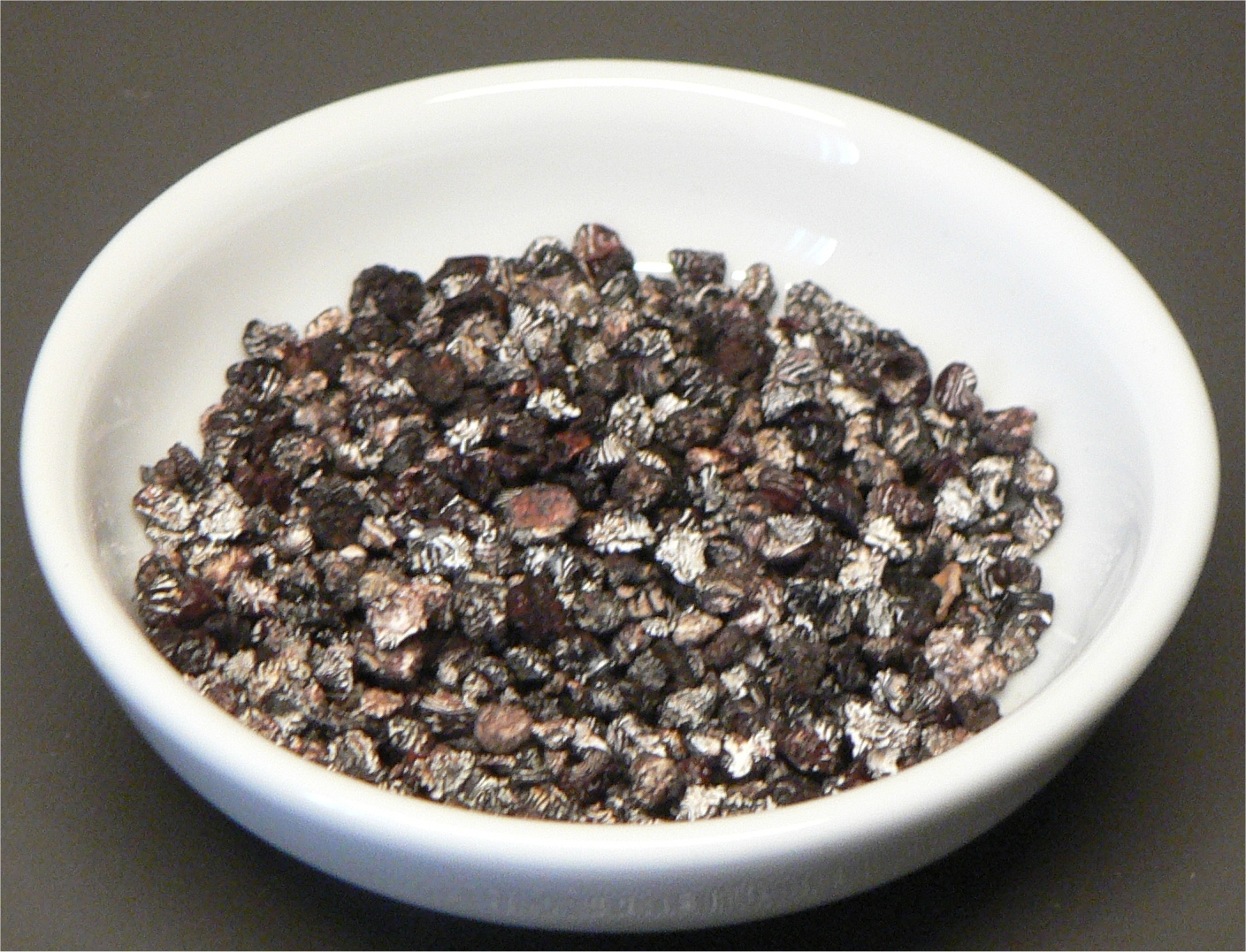
Getrocknete Cochenilleschildläuse

Die Spanier waren die ersten Europäer, die mit dem Farbstoff der Cochenilleschildläuse handelten. In Segovia, Granada und Toledo wurden zur damaligen Zeit hochwertige Textilien hergestellt, dennoch war der Markt für diesen Farbstoff begrenzt. Über den Handel kamen getrocknete Cochenilleschildläuse später vor allem nach Italien.
Zu den ersten italienischen Färbern, die mit dem Cochenille-Farbstoff arbeiteten, gehörte zu Beginn der 1540er Jahre der Toskaner Lapo da Diacceto; er wurde von Cosimo I. de’ Medici in seinen Experimenten unterstützt. Auch in Venedig, das in Europa beim Handel mit roten Farbstoffen dominierte, begann man sich ab 1543 mit dem Farbstoff auseinanderzusetzen. In der Farbintensität war der Cochenille-Farbstoff mit anderen – aus Schildläusen wie der Kermeslaus – vergleichbar. Cochenilleschildläuse enthielten – verglichen mit diesen – jedoch weniger Lipide, was den Färbeprozess einfacher machte. Cochenille war auch deutlich ergiebiger, als die bislang in Europa bekannten Färbestoffe. Aus diesem Grund setzte sich Cochenille sehr schnell als Färbemittel durch und Färber in Städten wie Venedig, Mailand, Florenz, Lucca und Antwerpen, die alle für ihre hervorragenden Stoffe bekannt waren, begann bereits vor 1550 mit Cochenille zu arbeiten. Märkte, auf denen Cochenille regelmäßig gehandelt wurde, waren um 1570 nicht nur in der spanischen Stadt Sevilla etabliert, sondern auch in Rouen, Lyon, Genua, Nantes, Florenz, Marseille und Antwerpen, und Cochenille war nach Silber die wichtigste Exportware aus den spanischen Kolonien in Südamerika. Die Behörden von Sevilla schätzten den Wert des Cochenilleexportes auf jährlich rund 250.000 Pesos, von denen knapp ein Viertel der Staatskasse als Einkommen zufloss.

#### Postkolumbische Zeit
Die Zucht von Cochenilleschildläusen blieb überwiegend in der Hand süd- und mittelamerikanischer Ethnien. Eine besondere Rolle spielten dabei die Tlaxcalteken. Während der Eroberung Mexikos durch die Spanier gingen die Tlaxcalteken nach anfänglichem Widerstand ein Bündnis mit Hernán Cortés und seinen Konquistadoren ein. Bei der Eroberung der aztekischen Hauptstadt Tenochtitlán spielten sie eine Schlüsselrolle, da sie die Spanier beim Erreichen des Tals von Mexiko unterstützten und den Hauptteil der Angriffsstreitmacht bildeten. Aufgrund dieser Allianz mit der spanischen Krone während der Eroberung Mexikos genossen die Tlaxcalteken unter der spanischen Kolonialherrschaft viele Privilegien gegenüber den anderen indigenen Völkern, wie etwa die Erlaubnis zum Tragen von Waffen, dem Reiten von Pferden, dem Führen von Adelstiteln sowie einer weitgehend autonomen Verwaltung ihrer Siedlungen.  Bis in die 1570er dominierten sie den Cochenillehandel. In den folgenden Jahrzehnten begannen auch ihre mixtekischen Nachbarn sowie die indigenen Völker im Tal von Oaxaca wieder Cochenilleschildläuse zu züchten. Im frühen 17. Jahrhundert verschob sich das Zentrum der Cochenilleproduktion nach Oaxaca und gegen Ende dieses Jahrhunderts dominierte Oaxaca den Handel monopolartig. Die prächtige Altstadt von Oaxaca de Juárez zeugt heute noch von der Bedeutung, die die Stadt in dieser Zeit gewann. Anne Butler Greenfield weist in ihrer Geschichte des Farbstoffes Cochenille darauf hin, dass es der spanischen Oberherrschaft nicht gelang, über Zwangsmaßnahmen wie etwa Anbauverpflichtungen die Cochenilleproduktion zu erhöhen. Es etablierte sich dagegen bereits gegen Ende des 16. Jahrhunderts ein Terminmarkt für Cochenilleschildläuse, bei dem spanische Kaufleute und Regierungsangestellte Kredite an südamerikanische Indianer vergaben, die diese mit einer zuvor festgesetzten Menge Cochenille zurückzahlten. Es waren dementsprechend überwiegend Spanier, die aus dem Überseegeschäft mit Cochenilleschildläusen profitierten. Die Bereitschaft südamerikanischer Indianer, diese Kreditverträge zu unterzeichnen und die große Anzahl von Indianern, die sich darüber beschwerten, dass sie keinen oder einen zu geringen Kredit erhalten hätten, deutet sie als starkes Indiz, dass der Anbau auch von den Indianern als ökonomisch attraktiv gewertet wurde.
Der größte Teil der nach Europa importierten Cochenilleschildläuse wurde für die Textilfärbung verwendet und der Handel dehnte sich bereits im 16. Jahrhundert bis nach Südostasien aus. Ähnlich wie in Süd- und Zentralamerika fand Cochenille jedoch auch bald Verwendung in Kosmetika und im Verlauf des 17. Jahrhunderts fand es sich zunehmend auch auf den Farbpaletten von Künstlern wie den Tintorettos, Jan Vermeer, Peter Paul Rubens und Diego Velázquez. Der spanische Arzt Francisco Hernandez de Toledo empfahl es in seiner De materia medica auch als Bestandteil von Medikamenten.
Es war Nicolas Hartsoeker, der 1694 in Essai de dioptrique erstmals eine gezeichnete vergrößerte Darstellung einer Cochenilleschildlaus veröffentlichte. Zehn Jahre später studierte Antoni van Leeuwenhoek die für die Farbproduktion verantwortlichen Schildläuse sehr genau und konnte damit endgültig klären, dass nicht die Opuntien, sondern die darauf lebenden Insekten für die Farbstoffherstellung notwendig sind. 1776 reiste Nicolas Joseph Thiéry de Ménonville im Auftrag der französischen Regierung nach Mexiko, um die Details der Farbstoffherstellung auszuspähen. Es gelang ihm, Opuntientriebe mit Cochenilleschildläusen auszuführen, die er im haitianischen Port-au-Prince auch erfolgreich vermehren konnte.
Neben der Produktion in Mexiko brachten die Spanier die Cochenilleschildlaus auch nach Guatemala, Honduras und auf die Kanaren, während die Engländer sie nach Indien und Afrika brachten. Versuche, die Tiere auch in Georgia und South Carolina zu züchten waren wenig erfolgreich. Ab etwa 1860 ging die Nachfrage auf Grund der zunehmenden Verfügbarkeit von Teerfarben stark zurück, im 20. Jahrhundert stieg die Nachfrage nach Cochenille als nicht-giftige Kosmetik- oder Lebensmittelfarbe wieder an. Sie kann allerdings gelegentlich zu allergischen Reaktionen führen. Heute wird es in Peru, Mexiko, auf den Kanaren sowie in Chile und Bolivien hergestellt.
Cochenilleschildläuse wurden in Australien und Afrika auch zur Kontrolle von außerhalb ihres natürlichen Verbreitungsgebiets verschleppten und als Unkraut auftretenden Opuntien eingesetzt.

### Heutige Verwendung
Karmin ist verhältnismäßig licht- und wärmebeständig. Es ist der oxidationsbeständigste aller natürlichen Farbstoffe und sogar stabiler als viele synthetische Farbstoffe.
Als Lebensmittelfarbstoff ist Karmin mit der Kennzeichnung E 120 in der Europäischen Union zugelassen. Es wird für Fleisch- und Wurstwaren verwendet, außerdem für Surimi, Marinaden, Soßen, Konserven, Käse und andere Milchprodukte, Gebäck, Glasuren, Tortenfüllungen, Marmeladen, Desserts, Süßigkeiten, Fruchtsäfte, Spirituosen und andere Getränke. Der durchschnittliche Verbraucher nimmt pro Jahr ein bis zwei Tropfen Karminsäure mit der Nahrung auf.
Karmin findet auch Verwendung als Kosmetikfarbstoff und für Malerfarben. Die Pharmaindustrie verwendet es für orale Arzneiformen (Dragées, Filmtabletten, Kapseln) und Salben.
Es sind mehrere Fälle von Allergien gegen den Farbstoff dokumentiert, angefangen von leichter Nesselsucht bis zum anaphylaktischen Schock. Karmin kann beim Einatmen Asthma verursachen.
Eine Regelung der US-amerikanischen Food and Drug Administration verlangt seit dem 5. Januar 2011, dass bei allen Lebensmitteln und Kosmetika, die diesen Farbstoff enthalten, dieser in der Zutatenliste erwähnt wird.
Lebensmittel und andere Produkte, die aus Schildläusen gewonnenes Karmin enthalten, sind inakzeptabel für Vegetarier und Veganer. Viele Moslems betrachten karminhaltige Lebensmittel als verboten (haram), da der Farbstoff aus Insekten gewonnen wird. Auch viele Juden vermeiden Lebensmittel, die diesen Zusatzstoff enthalten. Einige jüdische Autoritäten erlauben jedoch den Einsatz, weil das Insekt getrocknet und zu Pulver zerrieben wird.

## Ausstellungen
- 2017/2018: Rojo Mexicano. La grana Cochinilla en el arte. Palacio de Bellas Artes, Mexiko-Stadt, D. F., Mexiko.